# Metaestabilitat

Un sistema metaestable amb un estat feblement estable (1), un estat inestable de transició (2) i un estat fortament estable (3).

En física la metastabilitat és una condició d'equilibri termodinàmic que, a diferència de l'equilibri estable, no correspon a un mínim absolut d'energia. Un sistema metaestable es manté en condició d'equilibri metaestable en el temps, fins que arriba al sistema una quantitat suficient d'energia. Si l'energia és suficient, llavors es trenca la condició d'estabilitat del sistema conduint-lo a una altra condició d'equilibri metaestable.
La metaestabilitat és la propietat per un estat estable cinèticament però no pas termodinàmicament. La velocitat de la transformació que la duria a l'estat estable és relativament lenta, o nul·la 
Si representem un sistema físic-químic per la seva energia potencial, un estat metaestable estarà caracteritzat per un estat que correspon a un pseudo-mínim d'energia. Perquè el sistema pugui assolir l'estat d'energia mínima que correspon a l'estat d'equilibri termodinàmic, cal subministrar una quantitat d'energia anomenada energia d'activació.

## Metaestabilitat química
Per exemple, a temperatura ambient els diamants són metaestables perquè la transformació a la seva forma estable, el grafit, és extremadament lenta. A majors temperatures, la taxa de transformació s'incrementa i el diamant es converteix en grafit. Per contra, l'obtenció del diamant a partir del grafit només és possible que a altes temperatures (milers de graus) i sota alta pressions. El general els diamants naturals es formen al límit del mantell terrestre en un fenomen de subducció.
La martensita és una fase metaestable que s'utilitza en el control de la duresa de la majoria dels acers mitjançant les transformacions martensítiques.

## Metaestabilitat biològica
Els enllaços entre els elements constructius dels polímers com l'ADN, l'ARN i les proteïnes són també metaestables.
Els components carbonats que constitueixen els éssers vius són metaestables. Un enzim és un biocatalitzador capaç d'establir enllaços febles amb el seu substrat a nivell del seu lloc actiu. L'energia d'enllaç alliberada està en l'origen de la disminució de l'energia d'activació de la reacció. D'aquesta manera, la reacció s'activa cinèticament (llei de Arrhenius). Un enzim pot accelerar la constant de velocitat de la velocitat de la reacció que catalitza: així, reaccions químiques molt lentes sense catalitzador són accelerades fins a fer-se utilitzables pel metabolisme.

## Metaestabilitat física
A física, un estat metaestable és un estat que és un mínim local d'energia, que no és totalment estable sota pertorbacions del sistema per sobre de certa magnitud.
L'aigua en subfusió(per exemple: boira). Les gotes d'aigua pura en suspensió en un aire també molt pur no es congelen als 0 °C, sinó que segueixen en estat líquid fins a arribar als - 39 °C. Aquest estat de subfusió cessa bruscament quan la gota entra en contacte amb un cos extern (com un cristall de gel, el terra o un altre objecte).
Per a un isòtop radioactiu, l'estat d'inestabilitat està caracteritzat pel període radioactiu de desintegració, més o menys llarg (incloent des de minuts fins a diversos segles i fins i tot milions d'anys).

### En física atòmica
A física atòmica, un nivell metaestable és aquell en què un electró excitat roman dèbilment estable molt més temps abans de desintegrar-se a un nivell inferior d'energia. La permanència de l'electró en aquest nivell està determinada pel coeficient d'Einstein ({\displaystyle \beta _{2}}) per a aquest nivell. Com més gran sigui {\displaystyle \beta _{2}}, major serà la permanència de l'electró en aquest estat.
Tots els estats energètics d'un electró en una molècula o àtom, per sobre de l'estat fonamental són metaestables. Tots ells són estats d'equilibri, com a prova el fet que siguin estats estacionaris de l'hamiltonià del model atòmic de Schrödinger.
No obstant això, quan un electró està en un estat excitat (un d'energia no mínima), i hi ha algun estat inferior desocupat, les mateixes pertorbacions del camp electromagnètic associat a l'electró fa que aquest decaigui a un estat d'energia inferior emetent un fotó.

## Metaestabilitat matemàtica
René Thom utilitza el terme metaestabilitat per a designar una "catàstrofe" virtual, potencial o latent, el camí crític de la diferenciació o catàstrofe de la morfogènesi o aparició d'una forma nova acompanyada de la desaparició de l'antiga forma. La metaestabilitat també pot ser en termes econòmics la realització o l'acció de tenir un equilibri estable (que és la continuïtat dels preus en la balança de pagaments), a més que té l'equilibri inestable que és aquell que mostra la desigualtat o el canvi periòdic dels preus en la balança de pagaments

## En electrònica digital
Els circuits electrònics digitals basen el seu funcionament en la manipulació mitjançant àlgebra binària dels nivells lògics 0 i 1, que físicament es corresponen amb nivells de  tensió, típicament  terra i la tensió d'alimentació.
Un dels components bàsics utilitzats en els circuits digitals són els biestables. Aquests components tenen la facultat de mantenir un nivell lògic (1 o 0), permetent al circuit memoritzar estats (veure circuits seqüencials).
Certs biestables requereixen per al seu funcionament que se'ls s'alimenti amb un senyal periòdic de rellotge, els anomenats flip-flops, que els indica quan s'han de mostrejar el senyal a la seva entrada. Si aquest senyal d'entrada commuta (canvia de valor) just en l'instant de mostreig, el biestable capturarà un valor intermedi entre les tensions corresponents als nivells lògics 0i1. Aquest estat en el qual un biestable emmagatzema un nivell lògic no vàlid s'anomena estat metaestable, i pot provocar que el circuit digital operi de manera inesperada o errònia, o que el consum d'energia es dispari de manera que alguns components no siguin capaços de suportar.
L'estat metaestable, encara que teòricament pot mantenir indefinidament, sempre acabarà resolent en un valor lògic vàlid 0o1, encara que no és possible saber quant de temps trigarà. Un disseny acurat del component biestable assegurarà que el temps mitjà de resolució sigui prou baix com per evitar que pugui posar en perill el funcionament correcte del circuit. Tècniques de disseny de més alt nivell, com l'ús de circuits sincronitzadors consistents en diversos biestables en cascada (disseny síncron), o de circuits de handshake, donen major robustesa al disseny davant del problema de la metaestabilitat, minimitzant la probabilitat que passi fins a un nivell menyspreable. Malgrat tot, en circuits digitals complexos de centenars de milers de portes lògiques i diversos senyals de rellotge asíncrons entre si, com els presents en tots els xips digitals que es fabriquen en l'actualitat, evitar els estats metaestables és un desafiament que requereix gran cura per part del dissenyador.